# Daisho
Daisho je naziv za dva samurajska mača: katanu i wakizashija. Daisho dolazi od riječi "daito" (što znači veliki, i odnosilo se na katanu) i "shoto" (jap. "mali", odnosilo se na wakizashi). Daisho se uvijek nosio u javnosti. Za samuraja je bila sramota pojaviti se bez njega. Samuraji su daisho mijenjali ako bi se istrošio unatoč tome da su mač smatrali dušom samuraja. Daisho se prenosio s generacije na generaciju kao obiteljsko nasljeđe. 

## Nošenje
Daisho se uvijek nosio na lijevoj strani s oštricama prema gore. Ako su mačevi u višem položaju znači da je samuraj također višeg položaja. Wakizashi se nosio ispod katane i često u gotovo vodoravnom položaju dok je katana išla više prema dolje, ukoso. Daisho je stavljen iza obija koji ga donekle drži i zavezan užetom koji u potpunosti sprječava mačeve da ispadnu. Uže se ponekad koristi da se zasuču rukavi. Kada se ulazi u kuću samuraja višeg čina mačevi se daju slugi da ih odnese, a u nekim slučajevima se stavljaju na pod (iako će samuraj češće zadržati wakizashi ili barem tessen).

## Dijelovi
Oba mača imaju sljedeće dijelove (uz neke iznimke):
- Menuki
- Tsuka (drška)
- Tsuba (štitnik mača)
- Kashira (vrh mača)